# CLDN3
CLDN3 (англ. Claudin 3) – білок, який кодується однойменним геном, розташованим у людей на короткому плечі 7-ї хромосоми. Довжина поліпептидного ланцюга білка становить 220 амінокислот, а молекулярна маса — 23 319.
| 10         |  | 20         |  | 30         |  | 40         |  | 50         |
| ---------- |  | ---------- |  | ---------- |  | ---------- |  | ---------- |
| MSMGLEITGT |  | ALAVLGWLGT |  | IVCCALPMWR |  | VSAFIGSNII |  | TSQNIWEGLW |
| MNCVVQSTGQ |  | MQCKVYDSLL |  | ALPQDLQAAR |  | ALIVVAILLA |  | AFGLLVALVG |
| AQCTNCVQDD |  | TAKAKITIVA |  | GVLFLLAALL |  | TLVPVSWSAN |  | TIIRDFYNPV |
| VPEAQKREMG |  | AGLYVGWAAA |  | ALQLLGGALL |  | CCSCPPREKK |  | YTATKVVYSA |
| PRSTGPGASL |  | GTGYDRKDYV |  |            |  |            |  |            |

A: Аланін

C: Цистеїн

D: Аспарагінова кислота

E: Глутамінова кислота

F: Фенілаланін

G: Гліцин

I: Ізолейцин

K: Лізин

L: Лейцин

M: Метіонін

N: Аспарагін

P: Пролін

Q: Глутамін

R: Аргінін

S: Серин

T: Треонін

V: Валін

W: Триптофан

Кодований геном білок за функцією належить до фосфопротеїнів. 
Локалізований у клітинній мембрані, мембрані, клітинних контактах, щільних контактах.